# 1999年中華民國國民大會代表缺額補選
中華民國第三屆國民大會代表宜蘭縣第一選舉區、臺南市第一選舉區、金門縣選舉區缺額補選，為中華民國第三屆國民大會有四位原任代表因於第四屆立法委員選舉當選而轉任立法委員後所進行的選舉，此次選舉於1999年3月27日舉行，全體當選人於1999年4月9日宣誓就職。

## 宜蘭縣第一選舉區
該選舉區原有二名國民大會代表，因張川田於1999年2月1日就職第四屆立法委員，應補選一名代表:1。
| 1        | 尤松雄   | 中國國民黨    | 21,924票 | 55.33%                     | 當選                       |
| 2        | 黃玲娜   | 民主進步黨    | 17,697票 | 44.67%                     |                            |
| 選舉日期 | 選舉日期 | 1999年3月27日 | 選舉人數 | 154,543人                  | 154,543人                  |
| 投票率   | 投票率   | 25.87%        | 投票人數 | 有效：39,621人 無效：352人 | 有效：39,621人 無效：352人 |

## 臺南市第一選舉區
該選舉區原有二名國民大會代表，因賴清德、唐碧娥皆於1999年2月1日就職第四屆立法委員，應補選二名代表:1。
| 1        | 褚顯明   | 中國國民黨                     | 19,852票 | 41.70%                     | 當選                       |
| 2        | 錢林慧君 | 未經政黨推薦 · （有 建國黨籍） | 11,562票 | 24.29%                     | 當選                       |
| 3        | 蔡啟新   | 民主進步黨                     | 10,408票 | 21.86%                     |                            |
| 4        | 蔣月琴   | 民主進步黨                     | 5,786票  | 12.15%                     |                            |
| 選舉日期 | 選舉日期 | 1999年3月27日                  | 選舉人數 | 272,754人                  | 272,754人                  |
| 投票率   | 投票率   | 17.65%                         | 投票人數 | 有效：47,608人 無效：523人 | 有效：47,608人 無效：523人 |

## 金門縣選舉區
該選舉區原有二名國民大會代表，因李炷烽於1999年2月1日就職第四屆立法委員，應補選一名代表。
| 1        | 王水彰   | 中國國民黨    | 7,855票  | 56.04%                  | 當選                    |
| 2        | 李沃士   | 新黨          | 6,162票  | 43.96%                  |                         |
| 選舉日期 | 選舉日期 | 1999年3月27日 | 選舉人數 | 人                      | 人                      |
| 投票率   | 投票率   | 41%           | 投票人數 | 有效：14,017人 無效：人 | 有效：14,017人 無效：人 |